# تومسون غرين
تومسون غرين (بالإنجليزية: Thompson Green)‏ هو نقابي وسياسي أسترالي وبريطاني (وحمل سابقاً جنسية المملكة المتحدة لبريطانيا العظمى وأيرلندا)، ولد في 26 يناير 1861 في غلاسكو في المملكة المتحدة، وتوفي في 1 يوليو 1945 في أستراليا. حزبياً، نشط في حزب العمال الأسترالي (فرع جنوب أستراليا) ‏ وNational Party (South Australia) ‏. وقد انتخب عضو مجلس النواب جنوب أستراليا من الجمعية عن دائرة Electoral district of West Torrens ‏ وقد انضم خلال فترته النيابية (12 مارس 1915 – 5 أبريل 1918)  للكتلة البرلمانية حزب العمال الأسترالي (فرع جنوب أستراليا) ‏ وانتخب عضو مجلس النواب جنوب أستراليا من الجمعية عن دائرة Electoral district of Port Adelaide ‏ وقد انضم خلال فترته النيابية (2 أبريل 1910 – 11 مارس 1915)  للكتلة البرلمانية حزب العمال الأسترالي (فرع جنوب أستراليا) ‏.